# 65 mm/64 Ansaldo-Terni Mod. 1939
65 mm/64 Mod. 1939 e корабно автоматично зенитно оръдие с калибър 65 mm разработващо се в Италия от фирмите Gio. Ansaldo & C. и Terni. Предназначено за въоръжение в Кралските ВМС на Италия. Планирано е поставянето на тези оръдия на леките крайцери от типовете „Капитани Романи“ и „Етна“, а също и на самолетоносача „Аквила“. Сложността на устройството не позволява да се доведе оръдието до пригодно за използване състояние и през 1943 г. работите по него са прекратени.